# Klucz Frontowy (Pa)
Klucz Frontowy (Pa) – polska jednostka lotnicza utworzona we Francji w maju 1940 jako jednostka Polskich Sił Powietrznych.
Jednostka została przydzielona do francuskiej Groupe de Chasse II/8 (Grupy Myśliwskiej II/8) latającej na samolotach Bloch MB-152. Piloci klucza wykonali pierwszy lot bojowy 23 maja.

## Piloci jednostki
- por. Ludwik Paszkiewicz – dowódca
- kpr. Leon Nowak
- kpr. Kazimierz Wunsche